# ديلان كاتون
ديلان كاتون (بالإنجليزية: Dylan Caton)‏ هو لاعب كرة قدم أسترالي في مركز الوسط، ولد في 16 مايو 1995 في Sutherland, New South Wales ‏ في أستراليا. لعب مع Sutherland Sharks FC ‏.

## وصلات خارجية
- ديلان كاتون على موقع قاعدة بيانات كرة القدم.إي يو (الإنجليزية)
- ديلان كاتون على موقع عالم كرة القدم.نت (الإنجليزية)